# Calixte Serrur
Henri Auguste Calixte César Serrur (Lambersart, 8 de fevereiro de 1794 – Paris, 2 de setembro de 1865, assinava Henry Auguste ou Calixte Serrur) foi um pintor francês.
Discípulo de Jean-Baptiste Regnault, especializou-se em pinturas históricas e cenas de batalhas. Pintou os retratos dos nove Papas de Avinhão, hoje localizados no palácio papal de Avinhão.

## Biografia
Serrur nasceu a 8 de fevereiro de 1794.
Até 1815  estudou em Lille, quando então obteve uma pensão para vir a completar seus estudos em Paris, onde aprendeu com Jean-Baptiste Regnault e na Escola de Belas Artes; expôs no Salão entre 1819 e 1850, onde obteve as medalhas de terceira classe em 1836, e de segunda em 1837.